# Bradshaad Mayweather
Bradshaad E. Mayweather (* Houston, Texas) ist ein US-amerikanisch-britisch-nigerianischer Schauspieler, Filmregisseur, Filmproduzent, Drehbuchautor, Filmeditor und Dokumentarfilmer.

## Leben
Mayweather wurde in den USA geboren. Er wuchs in einer militärischen Familie auf. Er erlangte einen Abschluss in Betriebswirtschaft mit Schwerpunkt Marketing auf der Florida Agricultural and Mechanical University und spricht Spanisch. Am 1. Januar 2008 erschien sein Buch Control or be Controlled im Eigenverlag. Seit 2010 tritt er als Produzent und Regisseur von vor allem Dokumentarfilmen in Erscheinung, die verschiedene sozialkritische Themen behandeln.
Ab 2010 war Mayweather regelmäßig als Schauspieler zu sehen. 2013 stellte er in zwei Episoden der Fernsehserie Justice for All with Judge Cristina Perez die Rolle des DJ Sapphire dar, im Folgejahr spielte er unter anderen in zwei Episoden der Fernsehserie Dating Savannah Love die Rolle des Maurice. 2013 zog er nach Los Angeles und wirkte noch in diesem Jahr in über 60 Theaterstücken und Werbespots mit. 2015 war er im Kurzfilm Furious 7 High Octane in der männlichen Hauptrolle neben Kalia Prescott zu sehen. Im selben Jahr mimte er die Nebenrolle des Fisk im Film 24 Hours. Ende 2018 zog er nach Südafrika nach Kapstadt, wo er bis heute lebt. 2022 erlernte er in drei Monaten Muay Thai in Thailand. 2023 spielte er eine der männlichen Hauptrollen als Bmore in der Filmkomödie Summer with the Guys. Im selben Jahr stellte er in zwei Episoden des Netflix Originals One Piece die Rolle des Smutje Patty dar.

## Filmografie (Auswahl)

### Schauspiel
- 2011: Don’t Judge Me Judge the Music (Miniserie)
- 2012: What Is Polenastics? (Fernsehfilm)
- 2012: Say a Command (Fernsehfilm)
- 2013: #WelcometoLA (Kurzfilm)
- 2013: Tattoo Nightmares (Fernsehserie, Episode 2x09)
- 2013: Justice for All with Judge Cristina Perez (Fernsehserie, 2 Episoden)
- 2014: Dating Savannah Love (Fernsehserie, 2 Episoden)
- 2014: Pop Star High (Kurzfilm)
- 2014: Snow White and the Seven Thugs (Kurzfilm)
- 2014: Chronologie des Grauens (Murder Book, Fernsehdokuserie, Episode 1x03)
- 2015: 24 Hours
- 2015: Power Rangers (Kurzfilm)
- 2015: Deadly Sins – Du sollst nicht töten (Deadly Sins, Fernsehdokuserie, Episode 4x04)
- 2015: Furious 7 High Octane (Kurzfilm)
- 2015: Terror Toons 3
- 2015: What Now (Kurzfilm)
- 2015: Lazarus Rising
- 2016: Tom Segura: Mostly Stories (Fernsehspezial)
- 2016: Natural Born Pranksters
- 2016: National Enquirer Investigates (Fernsehserie)
- 2016: My Crazy Ex (Fernsehserie, 1 Episode)
- 2016: Tosh.0 (Fernsehserie, Episode 8x16)
- 2017: Tae-Bo Evolution (Fernsehfilm)
- 2017: Jade
- 2018: The Coroner: I Speak for the Dead (Fernsehserie, Episode 3x02)
- 2019: Into the Dark (Fernsehserie, Episode 1x08)
- 2019: Love or Laughs
- 2020: Deep Blue Sea 3
- 2020: Raised by Wolves (Fernsehserie, Episode 1x04)
- 2023: Summer with the Guys
- 2023: One Piece (Fernsehserie, 2 Episoden)

### Regie
- 2011: Life of a Dope Boy & Drug Addicts (Dokumentation)
- 2011: Prostitution & Sex Services Online in America (Dokumentation)
- 2011: Tipsy in Dis Club (Fernsehdokumentation)
- 2011: Memorial Weekend Miami Best of the Best (Fernsehspezial)
- 2012: Why Women Like Women (Dokumentation)
- 2012: Truth About HIV & STD's in America (Fernsehdokumentation)
- 2012: Life of the Blind (Dokumentation)
- 2012: What Is Polenastics? (Fernsehfilm)
- 2012: Spiritual Adviser Beyond Psychic (Fernsehdokumentation)
- 2012: Celebrity Lifestyle on Tour (Fernsehdokumentation)
- 2012: The Mayweather Live Show (Fernsehdokuserie, Episode 3x03)
- 2012: Say a Command (Fernsehfilm)
- 2013: Homeless in America & on Drugs? (Fernsehdokumentation)
- 2013: What Is Rape? (Fernsehdokumentation)
- 2013: Transexual Prostitution Online (Fernsehdokuserie)

### Produktion
- 2011: Life of a Dope Boy & Drug Addicts (Dokumentation)
- 2011: Prostitution & Sex Services Online in America (Dokumentation)
- 2011: Tipsy in Dis Club (Fernsehdokumentation)
- 2012: Why Women Like Women (Dokumentation)
- 2012: Life of the Blind (Dokumentation)
- 2012: Spiritual Adviser Beyond Psychic (Fernsehdokumentation)
- 2012: The Mayweather Live Show (Fernsehdokuserie, Episode 3x01)
- 2013: What Is Rape? (Fernsehdokumentation)
- 2015: Sleep Over (Kurzfilm)
- 2019: Love or Laughs
- 2023: Summer with the Guys

### Drehbuch
- 2009: The Mayweather Live Show (Fernsehdokuserie, 1 Episode)
- 2011: Tipsy in Dis Club (Fernsehdokumentation)
- 2012: Why Women Like Women (Dokumentation)
- 2012: Life of the Blind (Dokumentation)
- 2023: Summer with the Guys

### Filmschnitt
- 2011: Life of a Dope Boy & Drug Addicts (Dokumentation)
- 2011: Tipsy in Dis Club (Fernsehdokumentation)
- 2012: Why Women Like Women (Dokumentation)
- 2012: Life of the Blind (Dokumentation)

## Werke
- Control or be Controlled, Mayweather Publishing, 2008, ISBN 978-1-60585-318-5